# 平仮名
平仮名（ひらがな）は、音節文字の一つ。かなの一種である。異体字は変体仮名と呼ばれる。

## 歴史

### 平安時代 - 明治時代

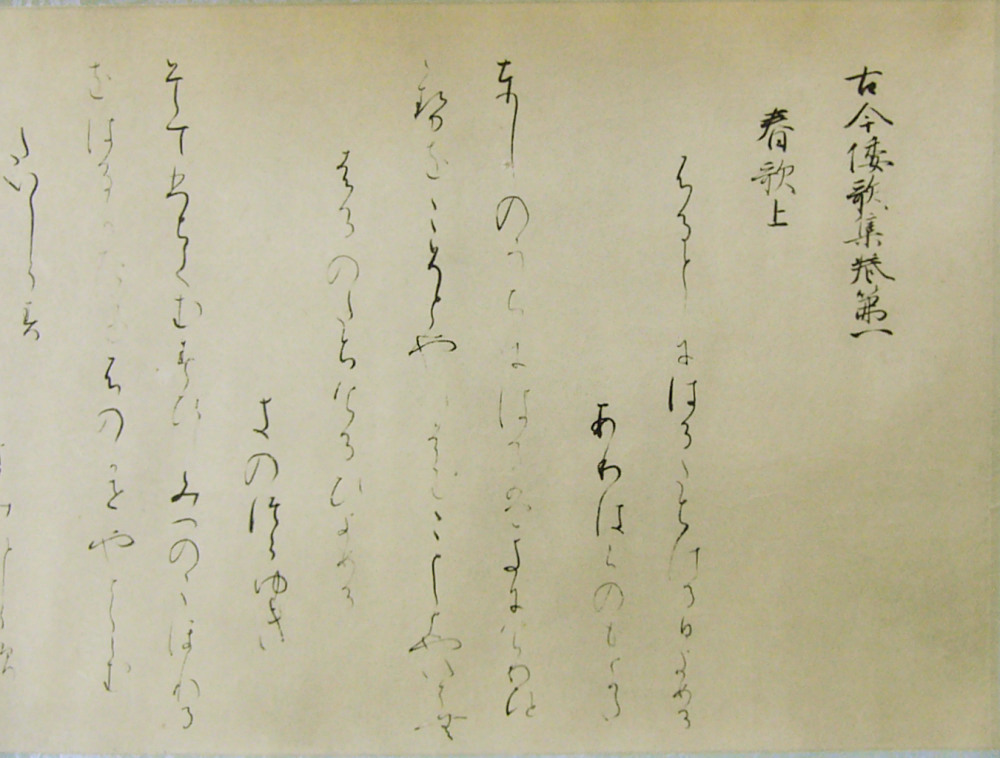
高野切

平仮名のもとになったのは、奈良時代を中心に使われていた万葉仮名（まんようがな）である。

万葉仮名は楷書や行書のほか、草書で書かれることもあった。草書の万葉仮名を、平仮名の前段階として草仮名（そうがな）と呼ぶ。すでに8世紀末の正倉院文書には、字形や筆順の上で平安時代の平仮名と通じる草仮名が記されている。9世紀中頃の『藤原有年申文』（貞観9年〈867年〉）や同時期の『智証大師病中言上艸書』などの文書類、京都市の藤原良相（冬嗣の五男で右大臣に上り詰めた公卿。813 - 867）邸遺跡から見つかった土器群にも見られる。また、宮城県の多賀城跡遺跡から発掘された土器や、富山県射水市の赤田遺跡からも草仮名の書かれた墨書土器が発掘されているため、同時期に地方へ赴任した官人らによって、日本各地で普及し始めたと考えられる。
宇多天皇宸翰の『周易抄』（寛平9年〈897年〉）では、訓注に草仮名を、傍訓に片仮名をそれぞれ使い分けており、この頃から平仮名が独立した文字体系として次第に意識されつつあったことが窺える。その後、草仮名の略化が進み、ついに漢字の草書体から形が逸脱した。こうして、文章を記す書記体系として確立したのが平仮名（ひらがな）である。
伝統的に平安時代初期の名僧で能筆家でもあった空海が作ったという俗説がある。空海が「いろは歌」及びいろは手本を作ったという俗説から発展して、空海が平仮名まで創作したということになったとみられる。
平仮名は誕生した当初から、ひとつの音節に対して複数の字体 (異体字) があった。異体字は万葉仮名と比べると遥かに少ない。平仮名による表現が頂点に達した平安時代末期の時点で、異体字の総数が約300種、そのうち個人が使用したのはおよそ100から200種ほどとされる。
9世紀後半から歌文の表記などに用いられていた平仮名が公的な文書に現れるのは、醍醐天皇の時代の勅撰和歌集である『古今和歌集』（延喜5年〈905年〉）が最初である。その序文は漢文である真名序と、仮名で書かれた仮名序のふたつがある。また承平5年（935年）頃に紀貫之が著した『土佐日記』については、後にその貫之自筆本の巻尾を藤原定家が臨書したものが伝わっており、当時すでに後世の平仮名とほぼ同じ字体が用いられていたことが確認できる。天暦5年（951年）の「醍醐寺五重塔天井板落書」になると、片仮名で記された和歌の一節を平仮名で書き換えており、この頃には平仮名は文字体系として完全に独立したものになっていたと考えられる。なお「平仮名」という言葉が登場するのは16世紀以降のことであり、これは片仮名と区別するために「普通の仮名」の意で呼ばれたものである。
山梨県のケカチ遺跡（甲州市塩山下於曽）からは、全て平仮名で和歌を刻んだうえで焼成したとみられる10世紀半ばの皿状土器が2016年に出土しており、国司ら官人の赴任により地方にも次第に伝播したことがうかがえる。
平仮名による最初期の文学作品である紀貫之の著『土佐日記』は、作者が女性に仮託して書かれているというのが通説である。貴族社会における平仮名は私的な場かあるいは女性によって用いられるものとされ、女流文学が平仮名で書かれた以外にも、和歌や消息などには性別を問わず平仮名を用いていた。それにより女手（おんなで）とも呼ばれた。平安時代の貴族の女性は、大和言葉を用いた平仮名を使って多くの作品を残した。平仮名で書かれたものは私的な性格が強い文書に使われ、地位が低く見られていたが、中国との公的交流の断絶が長くなるにつれて、勅撰の和歌集に用いられるまでに進出した。

### 異体字・変体仮名の抑圧

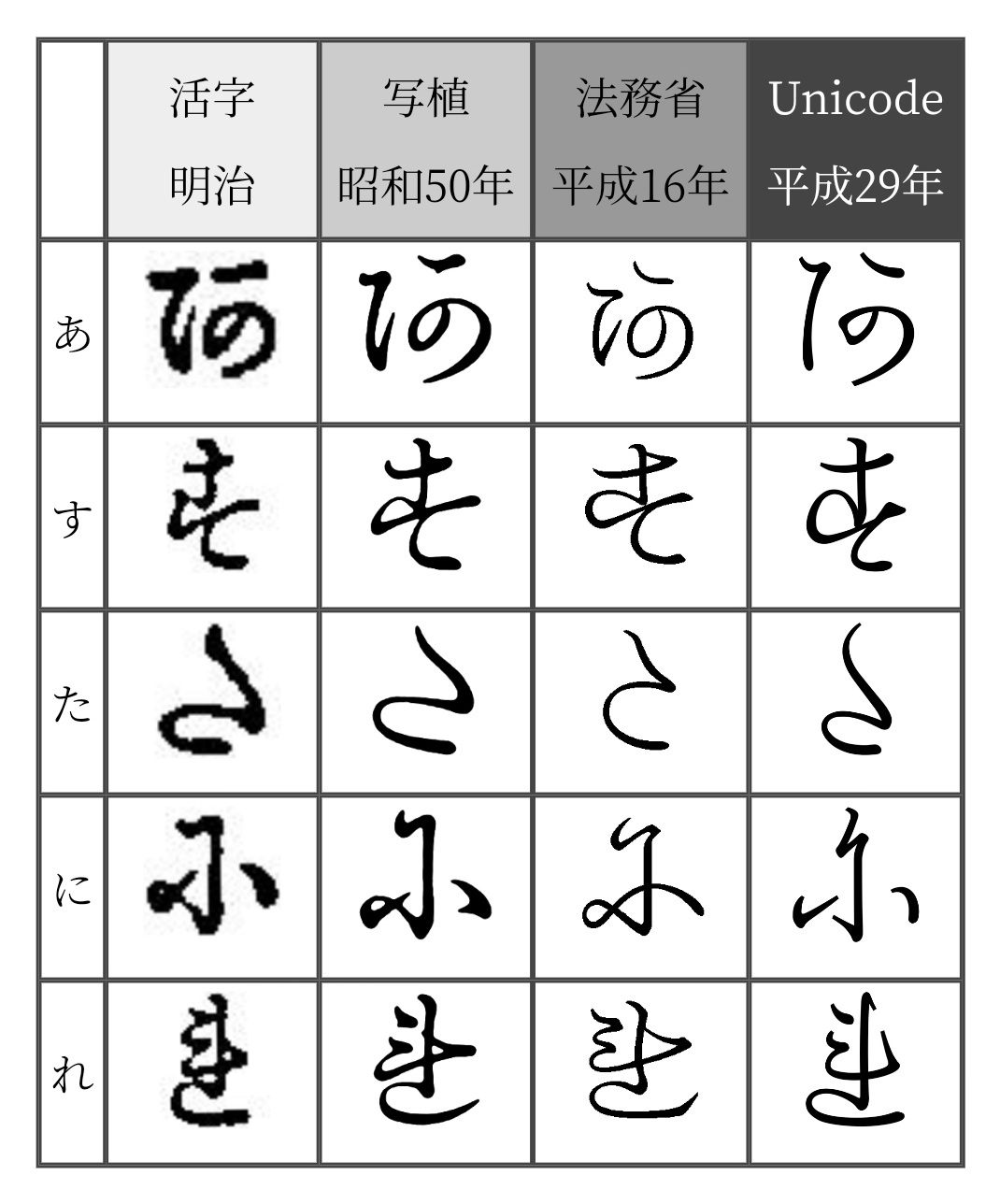
変体仮名は人々から忘れ去られ、形も崩れていった。

明治33年（1900年）、「小学校令施行規則」の「第一号表」に48種の平仮名が示された。以後この字体だけが公教育において教授され、一般に普及した。これにより、数多くの変体仮名が用いられなくなった。
ただし変体仮名の判読可能な人々はその後も当然存在していることから、その後数十年ほどは変体仮名を使った書籍の出版も併存したと思われる。例えば昭和2年（1927年）発行の随筆叢書には、変体仮名を使った文も使っていない文も載っている。しかし第二次大戦後は、変体仮名を使った書籍は1900年代以前(江戸時代を含む)の書籍の復刻版に限られている。

### 仮名遣いの改変
第二次世界大戦後、現代仮名遣いが制定された。これにより、特殊な場合を除いて「ゐ」と「ゑ」が用いられなくなった。

## 一覧
現在、日本語で主に使われているものは以下の通りである。
| わ行 | ら行 | や行 | ま行 | は行 | な行 | た行 | さ行 | か行 | あ行 |      |
|      |      |      |      |      |      |      |      |      |      | あ段 |
| ()   |      |      |      |      |      |      |      |      |      | い段 |
|      |      |      |      |      |      |      |      |      |      | う段 |
| ()   |      |      |      |      |      |      |      |      |      | え段 |
|      |      |      |      |      |      |      |      |      |      | お段 |
| ---- | ---- | ---- | ---- | ---- | ---- | ---- | ---- | ---- | ---- | ---- |

| 撥音 |
| ん   |
| ---- |

| 拗音 | 促音 | 拗音 |
| ゃ   |      | ぁ   |
|      |      | ぃ   |
| ゅ   | っ   | ぅ   |
|      |      | ぇ   |
| ょ   |      | ぉ   |
| ---- | ---- | ---- |

| 半濁音 | 濁音 |
| ゜     | ゛   |
| ------ | ---- |

1900年頃、日本語で主に使われていたものは以下の通りである。
| わ行 | ら行 | や行 | ま行 | は行 | な行 | た行 | さ行 | か行 | あ行 |      |
|      |      |      |      |      |      |      |      |      |      | あ段 |
|      |      |      |      |      |      |      |      |      |      | い段 |
|      |      |      |      |      |      |      |      |      |      | う段 |
|      |      |      |      |      |      |      |      |      |      | え段 |
|      |      |      |      |      |      |      |      |      |      | お段 |
| ---- | ---- | ---- | ---- | ---- | ---- | ---- | ---- | ---- | ---- | ---- |

| より | まいらせ候 | なり | さま | こと | かしこ | 撥音 |
| ---- | ---------- | ---- | ---- | ---- | ------ | ---- |

| 半濁音 | 濁音 | 長音 | 畳音 | 畳音 |
| ゜     | ゛   | ー   | 〱   | ゝ   |
| ------ | ---- | ---- | ---- | ---- |

## 筆順
以下の画像に、平仮名の筆順（書き順）と発音を示す。
"平仮名の書き順" - YouTube

## 使い道
現在の日本語で最も基本的な文字であり、主に次のような場面で用いられる。
- 文章の表記に用いる場合
  - 仮名交じり文
  - 漢字表記が無い和語を表す場合
  - 漢字表記がある単語でも、漢字が常用漢字に含まれていないなど、読み書きしづらい場合
- 音を示すことを目的とする場合
  - 漢字の訓
  - 日本語の初学者を対象とする、他の文字の代替
- 書道の一分野であるかなに用いる場合
- 人名につけられることがある

現在の日本の学校教育では文字の中では「平仮名」が最初に教えられる。
現代では、平仮名を敢えて使用する理由の一つとして「柔らかで親しみやすいイメージ」が考えられるといわれる。カタカナ（ヘ/へ、リ/りは形状が近いが）や漢字の多くと比較して、平仮名の特徴には「丸み・流れるような」などが挙げられる。ひらがな・カタカナ地名のような使用例もある。
選挙法では候補者の通称使用が認められていることもあり、平仮名を用いる候補者も度々見られる。これを俗に「名前をひらく」などという人もいる。

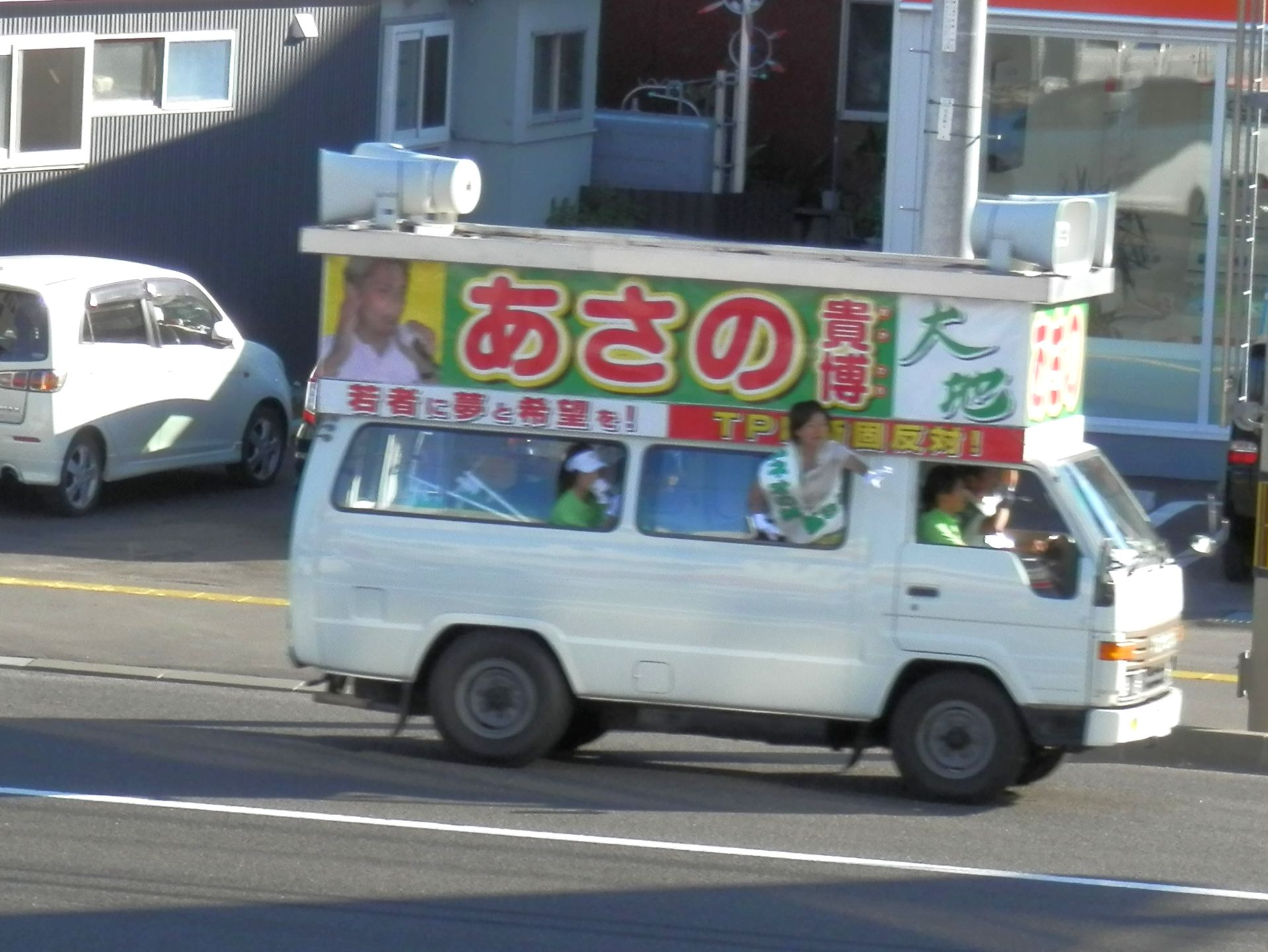
選挙カーでの例。より投票者に名前を覚えてもらいやすくするため、名字や名前を漢字から平仮名に書き換えることが多い。